# Gynoplistia otagana
Gynoplistia otagana là một loài ruồi trong họ Limoniidae. Chúng phân bố ở miền Australasia.